# 谷口キヨコ
谷口 キヨコ（たにぐち キヨコ、1964年3月29日 - ）は、日本の関西を拠点に活動するディスクジョッキー、ローカルタレントである。本名：谷口 喜代子（読みは同じ） 。キヨピーの愛称がある。タレントオフィスともだち関西支社所属。京都産業大学現代社会学部客員教授。

## プロフィール
兵庫県宝塚市出身。京都産業大学卒業後、2年間グンゼに勤務。その後、結婚式場の司会を経て、セント・ギガ、そして、名古屋のエフエム愛知と東海ラジオの番組を担当した後、現在に至る。愛猫の「銀次郎」と「桃太郎」の2匹と生活している。「金太郎」は死去。「リリィ喜代口&ホセ雅口」名義で、しもぐち☆雅充と3枚のCDを出している。

## 学業
2008年に京都産業大学大学院法学研究科法律学専攻博士前期課程へ入学。国際法を専攻し、国連安全保障理事会をテーマに修士論文を執筆して同課程を修了した。また、2014年には、大谷大学大学院文学研究科哲学専攻博士前期課程へ入学。鷲田清一に師事し、マルティン・ブーバーに関する修士論文を執筆して2018年3月に同課程を修了した。2018年4月からは京都産業大学現代社会学部客員教授を務め、キャリアに関する講義を担当している。韓国の大学に語学留学した経験があり、番組に招いたK-POPアーティストとやりとりができるほど韓国語が堪能。

## 出演番組

### 現在
- J-AC TOP40（α-STATION/土曜）
- CHUMMY TRAIN（α-STATION/金曜）
- LOVE FLAP（FM OSAKA/月・火曜）
- 西国三十三所 Trip around 33（FM OSAKA/日曜）
- KP CONNECTION（α-STATION/日曜）
- 京都あかでみー（KBS京都テレビ、2016年4月 - 、月1回放送）
- 谷口流々（KBS京都テレビ）
- Words for tomorrow（α-STATION/水曜）
- 西靖・谷口キヨコのもっと聴きたい!水曜日（MBSラジオ/水曜日）
- バリバリバリューズ（FM OSAKA/金曜）

### 過去
- ダルコロ!（KBS京都テレビ、後継番組は『谷口な夜』）
- 谷口な夜（KBS京都テレビ、後継番組は『谷口イズム』）
- 谷口キヨコの今年もしゃべりっぱなし365（KBS京都テレビ）年末特別番組
- 谷口イズム（KBS京都テレビ、2011年10月 -2018年 、土曜23:15 - 23:30）
- Kissners Radio Jack（Kiss FM）
- 晩々五星（MBSラジオ）
- ノムラでノムラだ♪ EXトラ!アシスタント（MBSラジオ/水曜→火曜）
- スーパーファミコンアワー～大相撲衛星場所（セント・ギガ）

以下はいずれもFM OSAKAの番組
- JAC851
- afternoon cafe
- K-STREAM

## CD

### リリィ喜代口&ホセ雅口名義
- 夜を焦がせ〜CANDLE☆TONIGHT〜　2007年7月25日発売
- PASSION☆TONIGHT〜むらさきに揺れて〜　2007年12月22日発売
- 太陽がおかした罪　2009年1月16日発売（Web上での発売日）
  - 発売日以前にも数回イベントで即売会をしている。
- さよならは言わない〜Rainy☆Tonight〜 『OOLONG & WINE～ええ大人がつくった、ええ大人のためのロック集』に収録

## 著書
- 谷口流々（2021年06月21日、京都新聞出版センター ISBN 9784-7638-0751-9）